# Arthur Christian Detlev Ludvig Eugenius Reventlow
Arthur Christian Detlev Ludwig Eugenius greve Reventlow (4. januar 1817 på Sandbjerg Gods – 8. februar 1878 sammesteds) var en slesvigsk og holstensk amtmand, bror til Ludwig Christian Detlev Friederich Reventlow.
Han var søn af kammerherre, oberstløjtnant Ludvig Detlev greve Reventlow (6. juni 1780 - 10. juni 1857) og Agnes født friherreinde von Hammerstein-Loxten (18. april 1795 - 19. januar 1824) og gik i Flensborg Skole. Han tog 1842 juridisk eksamen i Kiel, var to år sekretær hos landfogeden i Sønderditmarsken og blev 1844 auskultant i regeringen på Gottorp Slot og 1851 kammerherre. 1848-50 gjorde han under Treårskrigen tjeneste som frivillig husar og blev 1849 først sekondløjtnant og så premierløjtnant à la suite i den danske armé og blev samme år (9. september) Ridder af Dannebrog. Det lykkedes det ham under den slesvig-holstenske besættelse at bortføre grevskabet Sandbjergs skatteregister og andre vigtige arkivalier samt ved sin personlige optræden at forhindre, at den provisoriske slesvig-holstenske regering modtog underskrifter fra Sandbjergs bønder. Arthur Reventlow afskedigede Sandbjergs godsinspektør C. Jørgensen, da denne ikke var tilstrækkelig loyal overfor
den danske konge eller for den danske sag. Ved disse aktioner forhindrede han den såkaldte slesvig-holstenske regering i at inddrive skatter på godset og dets område.
19. juli 1850 udnævntes han til amtmand over Tønder og Løgumkloster Amter samt til overdigegreve og blev 6. oktober 1852 Dannebrogsmand. 1853-54 var han kongelig kommissarius i den slesvigske stænderforsamling. 11. april 1860 udnævntes han til amtmand over Kiel, Cronshagen og Bordesholm Amter samt til kurator for Kiels Universitet, overdirektør for staden Kiel samt kommissær for Preetz adelige Kloster og en lange række adelige godser. Reventlow tog i december 1863 afsked fra disse embeder, da besættelsesstyrkerne rykkede ind i Holsten.
Efter Slesvigs inkorporation i Preussen søgte han forgæves ansættelse som preussisk landråd, men blev dog af baron Constantin von Zedlitz-Neukirch benyttet til at lede en kommission om vandbygningssager. Fra 1865 boede han på Sandbjerg Slot, hvor han døde 8. februar 1878.
Han blev 27. september 1850 gift med Georgine Albertine Ernestine von Ahlefeldt (15. april 1828 - 7. juni 1902 i Berlin), datter af kammerherre Carl Friedrich Georg von Ahlefeldt til Saxtorf. Hustruen påvirkede ham i slesvig-holstensk retning, og da han var amtmand i Tønder 1850-60, gik han for at være nationalt blakket, hvorfor han blev forflyttet til Bordesholm i Holsten, men også tyskerne betragtede ham som nationalt upålidelig.
Han er begravet ved Dybbøl Kirke.